# Llac de Coatepeque
El llac Coatepeque és un llac volcànic, situat a 18 km al sud de la ciutat de Santa Ana. Té una altitud de 746 msnm i una superfície de 25.3 km². A més a més, la seva profunditat de 115 m. Compta amb una illa nomenada la Isla del Cerro o Teopán. El topònim "coatepeque" significa "Cerro de Culebras" en llenguatge nàhuatl.

## Accidents geogràfics
La caldera es va formar com a resultat d'una gran erupció explosiva que va succeir entre 57 000-72 000 aC. Després es van formar cons d'escòries i fluxos de lava en la part occidental de la caldera, així com 6 doms de lava (riolita). La formació de la cúpula del dom més recent es va iniciar al voltant de 8 000 aC.
Els seus accidents més importants són les dues petites penínsules denominades "los anteojos"; i l'Illa del Cerro, on els indígenes pipils tenien un temple i un monòlit representatiu de la deessa Itzqueye. El dom nord té 25 m de diàmetre i 25 m d'alçada, i el dom sud té 150 m de diàmetre i 25 m d'alçada.

## Canvi de color

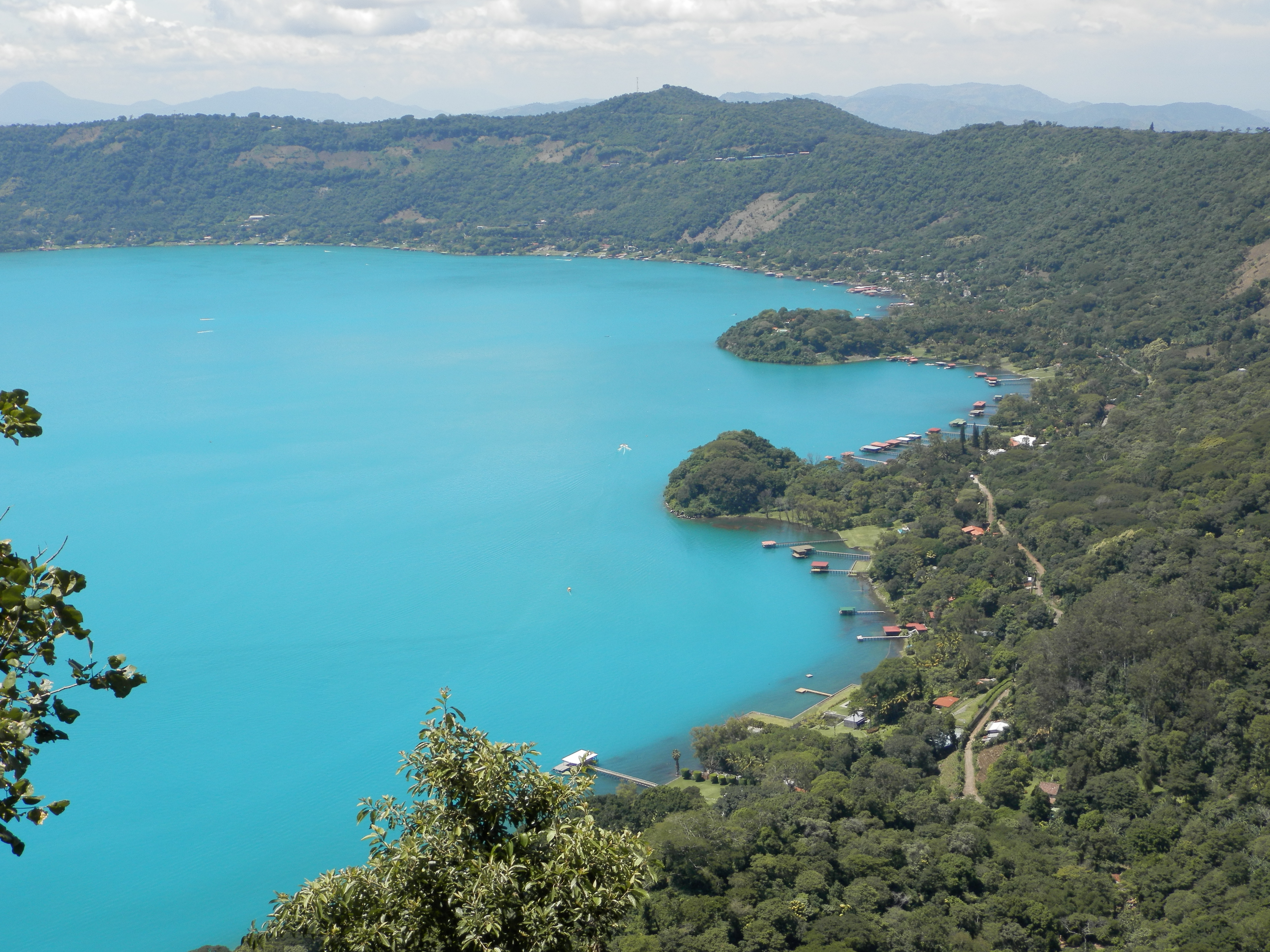
Aigua color turquesa en el Llac de Coatepeque, any 2015.

Segons autoritats del Ministeri de Medi Ambient i Recursos Naturals de El Salvador aquest és un fenomen cíclic que succeeix cada cert temps. El llac porta ja tres vegades que canvia de color en els últims anys. El canvi de color d'aigua al llac ha succeït el 1998, el 2006 i el 2012. L'última vegada que va ser observat el fenomen de coloració turquesa fou al setembre de 2015, a causa d'una floració de microalgues cianofitas que formen part del fito-plàncton del llac. Es diu que aquest tipus de microalgues són altament tòxiques. En aquesta ocasió es va prohibir consumir l'aigua del llac, tant per a humans com animals. Aleshores l'increment d'algues tòxiques és el que al final, a causa de la seva coloració, van provocar el color turquesa al llac. A més a més, a causa de l'elevat contingut de fosfat que fa que els raigs solars no entrin amb la mateixa intensitat al llac generen aquesta pigmentació en ell.

## Participació en les meravelles naturals del món
El Llac Coatepeque en el 2013 va participar en la vuitena meravella del món on va obtenir el segon lloc, sent així un dels destins preferits per turistes de diversos països que l'ho han visitat. H estat declarat centre d'interès turístic nacional.